# Krematorium Sihlfeld D

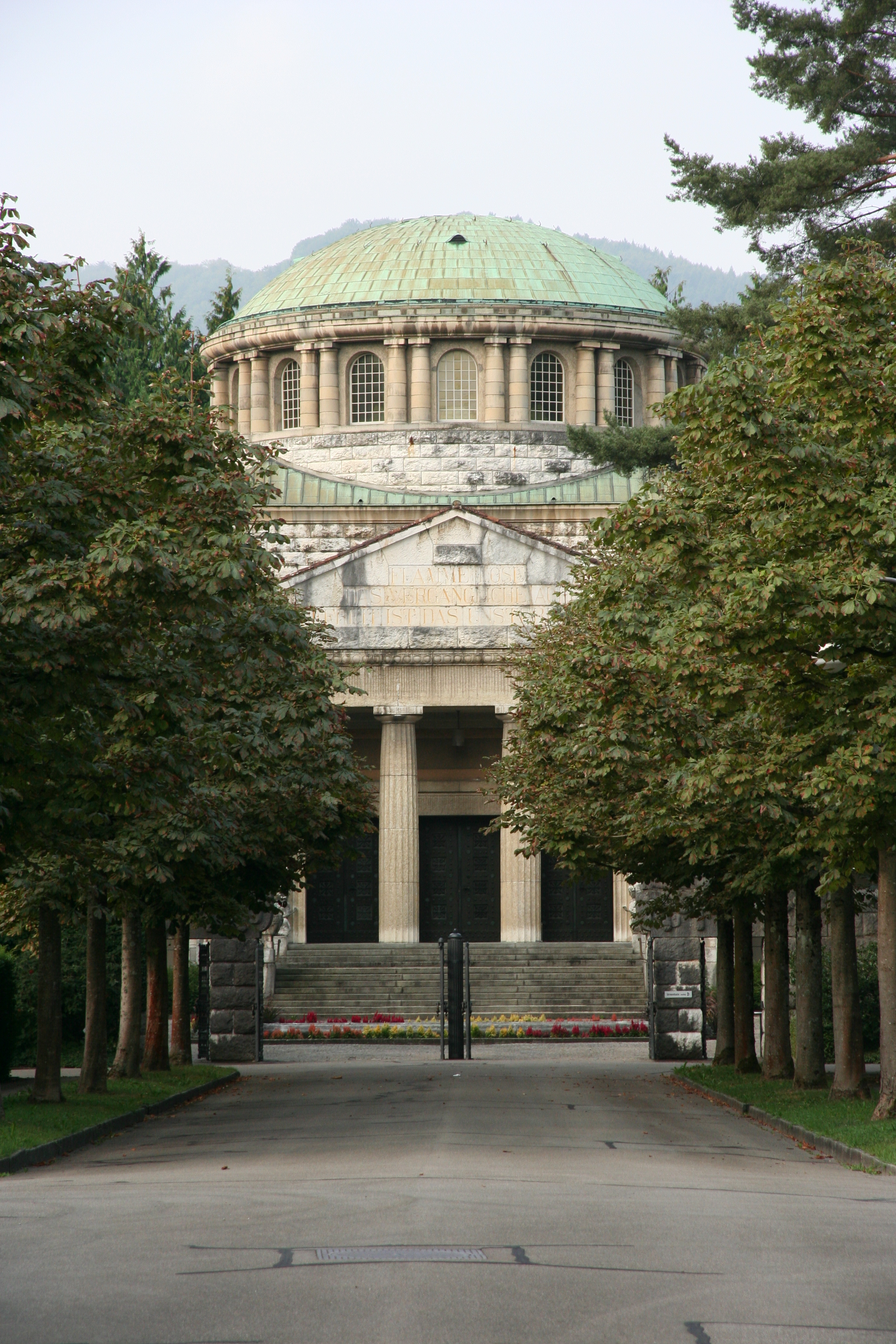
Krematorium Sihlfeld D

Das Krematorium Sihlfeld D war der Nachfolger des ältesten Krematoriums der Schweiz und war von 1915 bis 1992 in Betrieb. Heute dient es als Friedhofskapelle im Zürcher Friedhof Sihlfeld, Sektor D. Abgelöst wurde das Krematorium Sihlfeld D durch das Krematorium Nordheim, welches das grösste Krematorium der Schweiz ist.

## Entstehungsgeschichte
Als die Stadt Zürich im Jahr 1900 das seit 1889 privat betriebene Krematorium Sihlfeld A übernahm, verpflichtete sie sich, innert fünf Jahre ein neues Krematorium samt Kolumbarium zu errichten. 1903 beauftragte Zürich den Stadtbaumeister Arnold Geiser, Pläne und Kostenvoranschläge für ein zweites Krematorium im Sihlfeld auszuarbeiten. Dieses Vorhaben wurde jedoch nicht umgesetzt. 1906 veranlasste Stadtrat Wyss einen Ideenwettbewerb für ein Krematorium auf dem aufgelassenen Friedhof neben dem Neumünster. Albert Froelich konnte den Wettbewerb für sich entscheiden. 1907 wurde Froelich vom Stadtrat der Auftrag für dieses Krematorium erteilt. 1911 änderte der Stadtrat jedoch den Standort für das neue Krematorium, sodass der Bau auf einem Areal nordwestlich des bisherigen Friedhofs Sihlfeld errichtet wurde, wo dann ab 1917 die Erweiterungen des Friedhofs unter der Bezeichnung Sihlfeld D realisiert wurde. 1932 wurden die beiden Öfen, die bislang mit Koks beheizt wurden, durch zwei Gasöfen ersetzt. 1935 wurde das Eingangsportal im Vorhof erweitert und die beiden seitlichen Hallen als Kolumbarium für die Urnenbeisetzung ausgebaut. Zudem erfolgten Anbauten an der Rückseite für die Aufbahrungs-, Besucher- und Pflanzenräume. Auch wurde ein dritter Gasofen in Betrieb genommen. 1937 bis 1938 erfolgte der Anbau von Warteräumen für die Trauernden auf beiden Seiten des Haupteingangs. 1940 wurden die älteren beiden Öfen ersetzt. 1942 erfolgte die bewegliche Bestuhlung in den Urnenhallen, sodass bei grossen Abdankungsfeiern mehr Sitzplätze zur Verfügung standen. 1953 wurde das Krematorium renoviert. In den folgenden Jahrzehnten fanden verschiedene Umbauten statt, bis das Krematorium 1992 stillgelegt wurde.

## Baubeschreibung

### Lage und Äusseres
Im Gegensatz zu seinem Vorgänger ist das Krematorium Sihlfeld D nicht als bescheidener Griechischer Tempel, sondern als monumentale Anlage mit symbolistischer Formensprache gestaltet. Eine Kastanienallee führt von einem freistehenden Torbogen beim Eingang des Friedhofs von der Albisriederstrasse geradlinig auf den symmetrisch gestalteten Bau des Krematoriums. Zwei Sphingen von Hans Markwalder bewachen das Portal zum Krematorium. Über einen Empfangshof mit Wasserbecken gelangt der Besucher zur Freitreppe, die zum Portal des Krematoriums führt. Flankiert wird der Vorhof auf beiden Seiten von offenen Urnenhallen, die durch Eckpavillons abgeschlossen werden.

### Innenraum

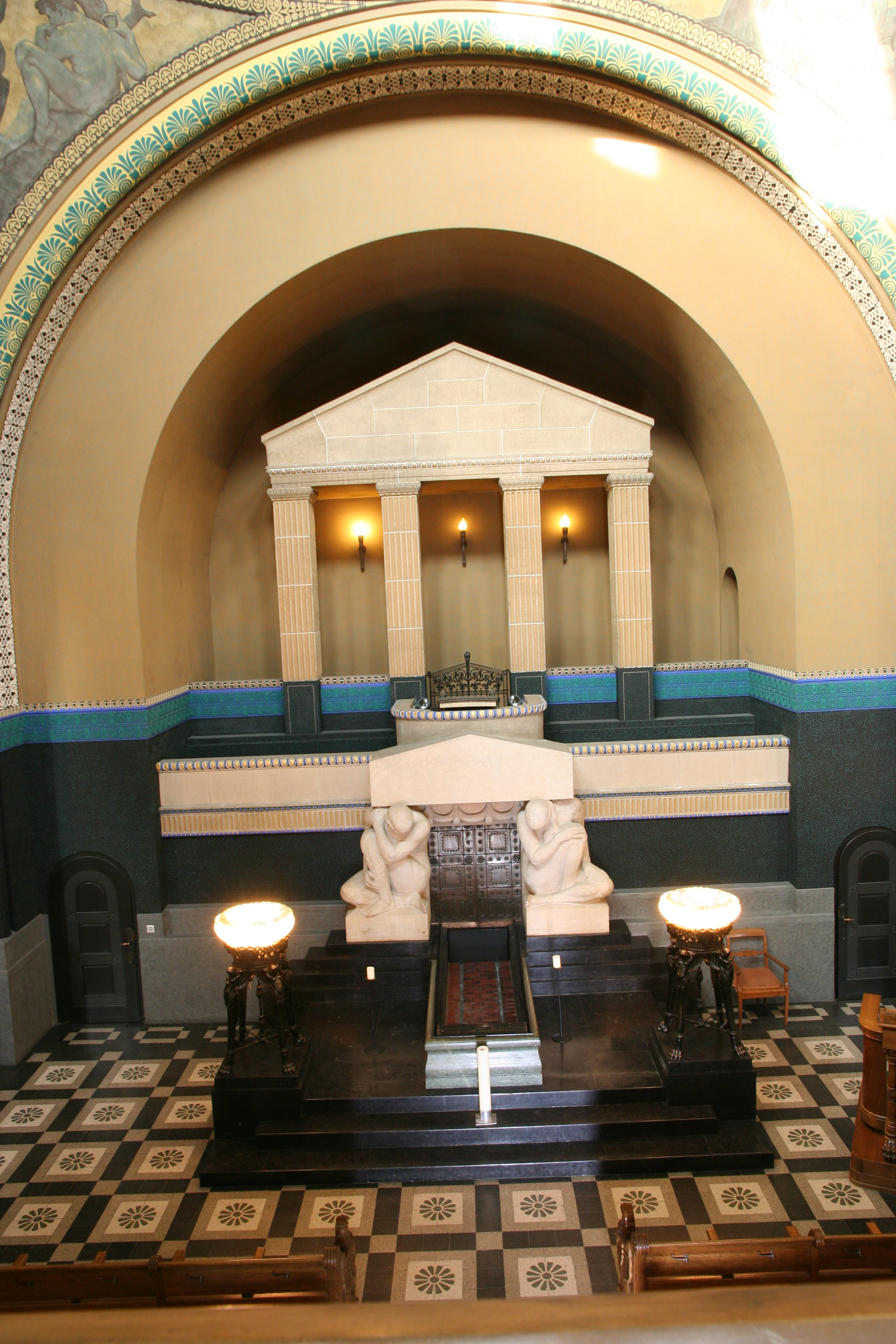
Innenansicht

Die Trauerhalle des Krematoriums besitzt einen quadratischen Grundriss und wird von einer flachen Kuppel abgeschlossen. Das Tageslicht dringt durch Fenster im Tambour in die Halle hinein. Ornamentale Malereien und Sgraffito-Zwickelbilder von Werner Büchli, die das Jenseits thematisieren, verleihen dem Raum einen würdevollen Charakter. In der Mitte der Frontseite befindet sich in einer grossen Rundbogennische ein Portikus, der auf vier Pfeilern ruht. Vor dem Portikus befindet sich die Kanzel für den Trauerredner, darunter ein Katafalk mit einer männlichen und einer weiblichen Atlas-Figur von Hans Lehmann-Borges. Der Sarg wurde bei der Abschiedsfeier horizontal durch den Katafalk in den Verbrennungsofen eingeschoben. Flankiert ist der Katafalk von zwei Vierfuss-Alabasterschalen, die beleuchtet werden können. Seitlich des Hauptraumes sind zwei Kolumbarien angegliedert, die je mit einer halbrunden Nische abgeschlossen werden. Anders als bei seinem Vorgänger, dem Krematorium Sihlfeld A, sind hier die Räumlichkeiten der Abschiednahme und des eigentlichen Verbrennungsvorganges voneinander getrennt.

### Orgel

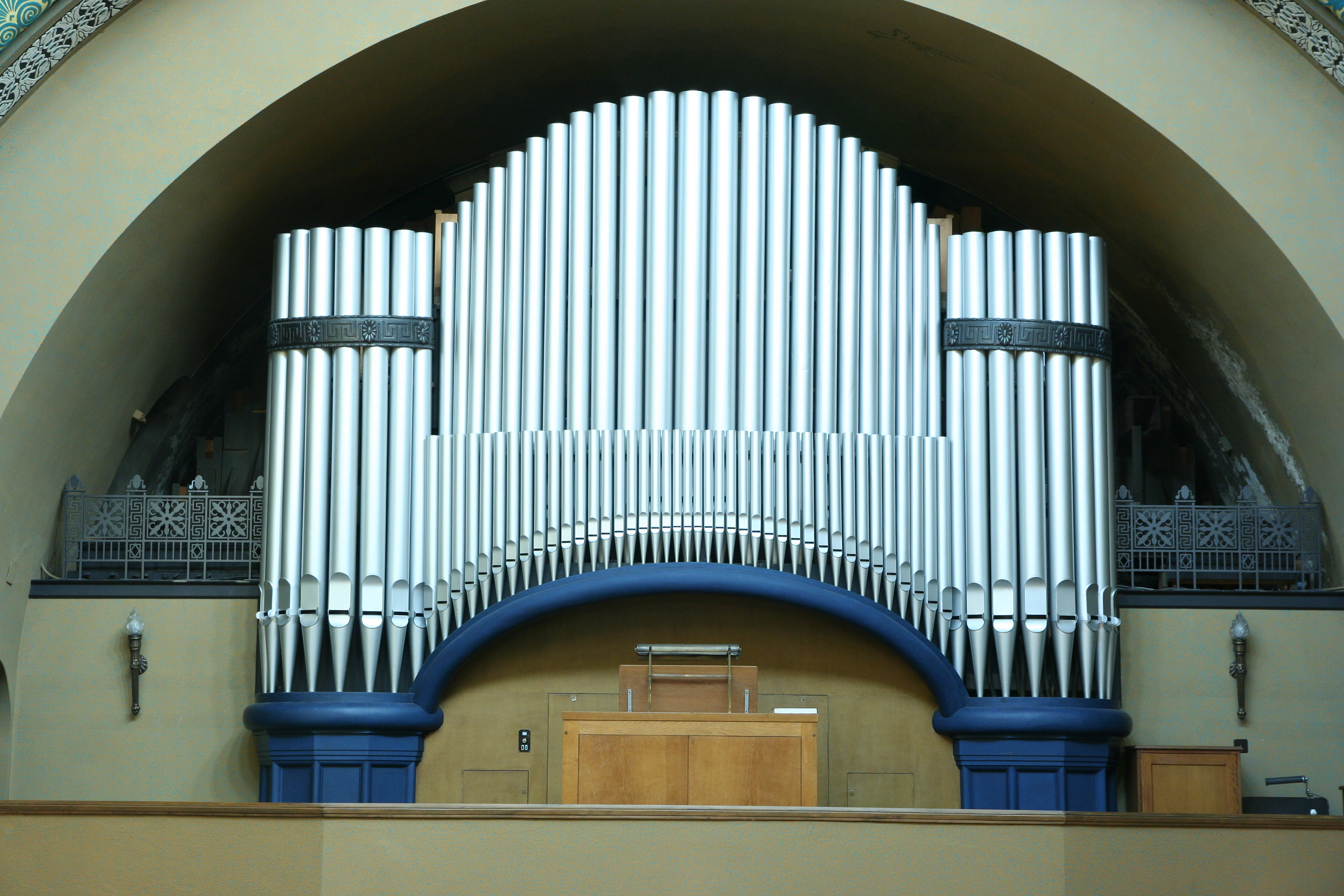
Kuhn-Orgel von 1914

Die Orgel befindet sich über dem Haupteingang der Abschiedshalle auf einer Empore. Sie wurde im Jahr 1914 als pneumatische Membranladenorgel durch Carl Theodor Kuhn, Männedorf, mit 23 Registern auf 2 Manualen und Pedal erbaut. 1945 erfolgten der Umbau und die Erweiterung durch Orgelbau Kuhn, Männedorf. Das Instrument erhielt eine mechanische Spieltraktur mit Barkermaschine und hatte danach 25 klingende Register auf 2 Manualen und Pedal.
| I Hauptwerk C–g3  |     |
| Quintatön         | 16′ |
| Principal         | 8′  |
| Rohrflöte         | 8′  |
| Gemshorn          | 8′  |
| Octave            | 4′  |
| Flöte             | 4′  |
| Octave (Vorabzug) | 2′  |
| Mixtur V-VI       | 2′  |
| Trompete          | 8′  |

| II Schwellwerk C–g3             |       |
| Lieblich Gedeckt                | 16′   |
| Italienisch Prinzipal           | 8′    |
| Lieblich Gedeckt (Verlängerung) | 8′    |
| Salicional                      | 8′    |
| Unda maris                      | 8′    |
| Kleinprinzipal                  | 4′    |
| Blockflöte                      | 4′    |
| Gemshorn                        | 4′    |
| Nazard                          | 2/3′  |
| Waldflöte                       | 2′    |
| Terz                            | 13/5′ |
| Plein jeu III-V                 | 1/3′  |
| Oboe                            | 8′    |

| Pedal C–f1              |     |
| Principalbass           | 16′ |
| Subbass                 | 16′ |
| Gedecktbass             | 16′ |
| Echobass (Transmission) | 16′ |
| Octavbass               | 8′  |
| Spillflöte              | 8′  |

- Normalkoppeln: II/I, I/P, II/P
- Spielhilfen: Registercrescendo, automat. Pedal, 2 freie Kombinationen, 2 feste Kombinationen (F, Tutti), Absteller: Manual 16', Mixtur, Plein jeu

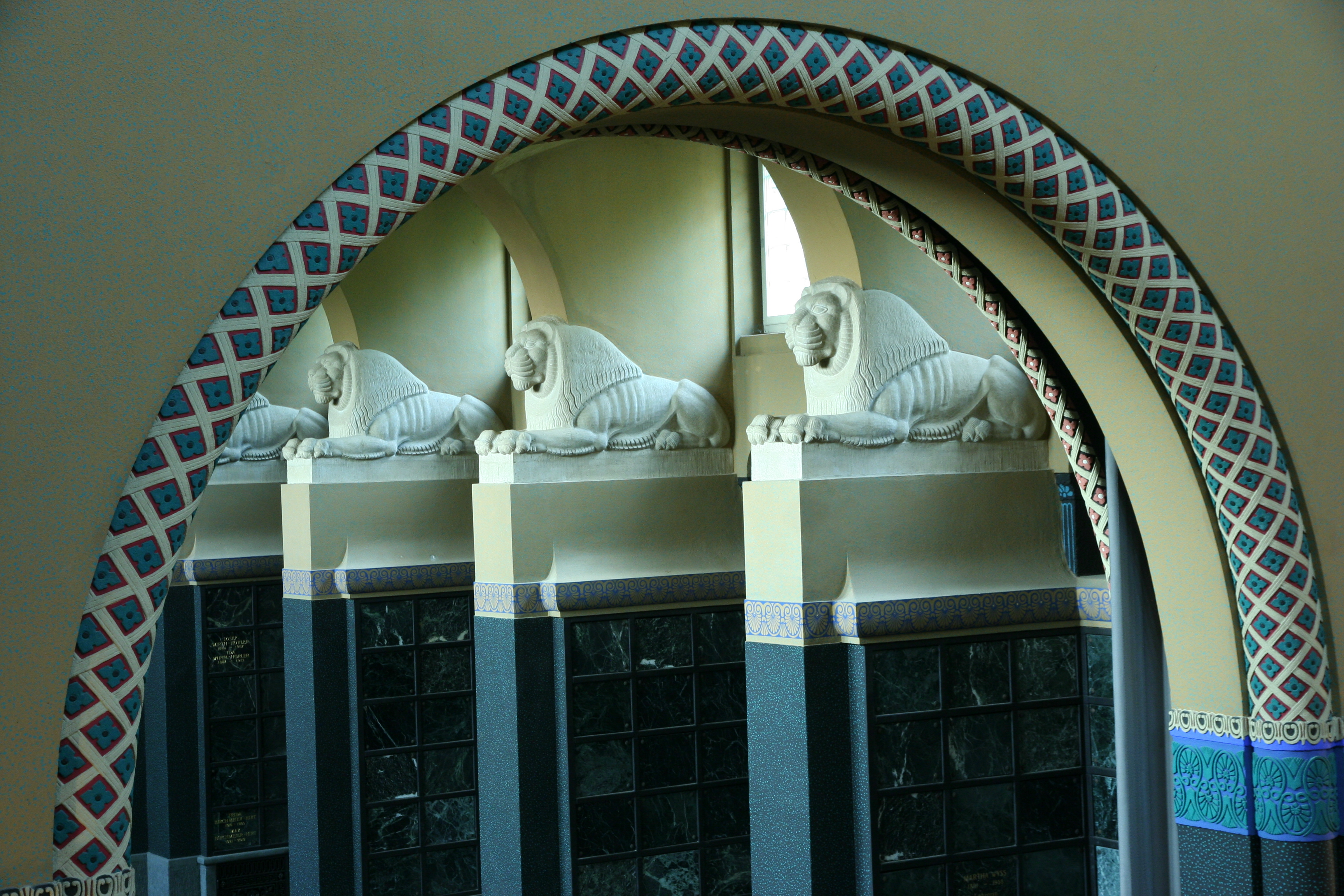
Löwen im Kolumbarium
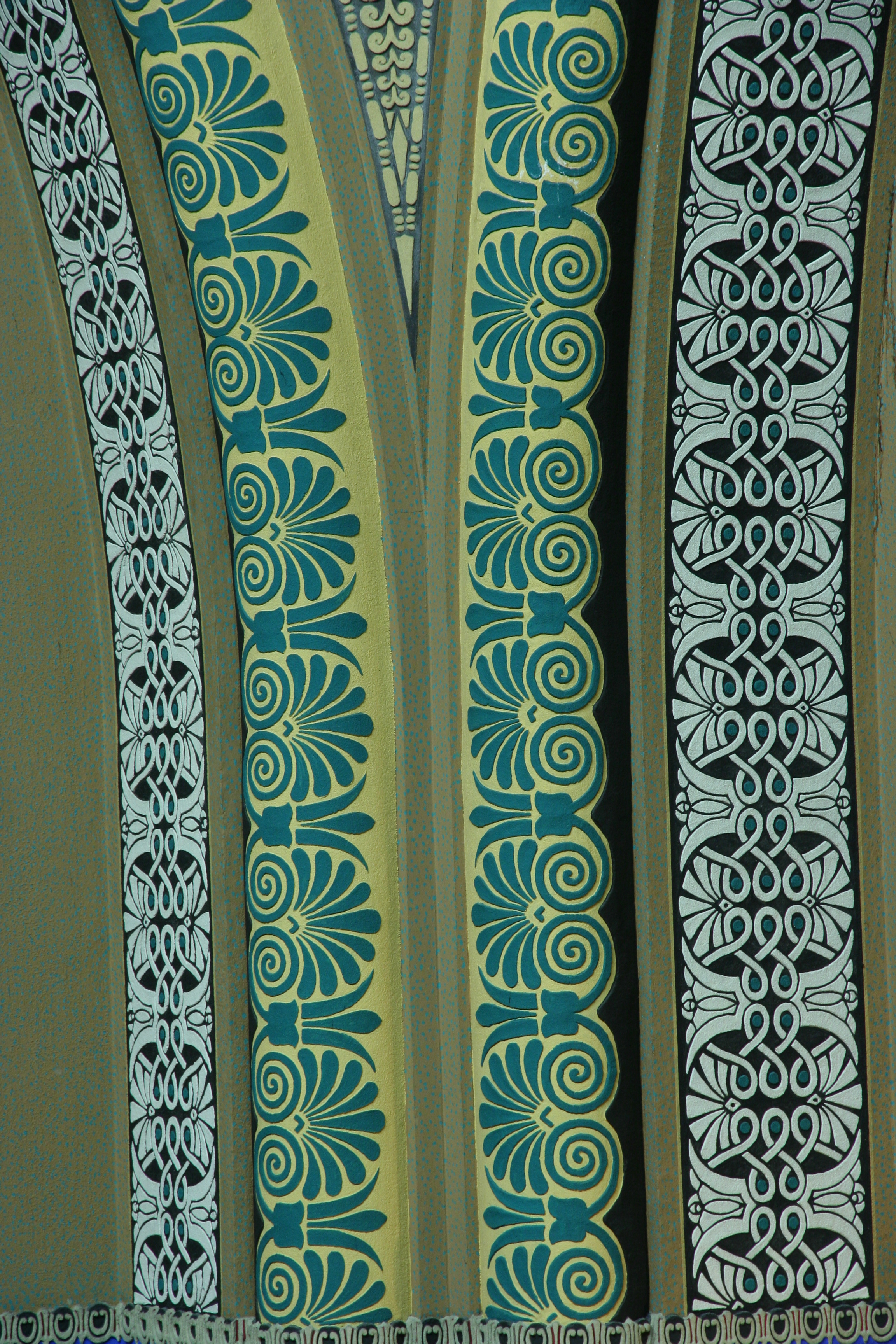
Wandgestaltung, Detailaufnahme
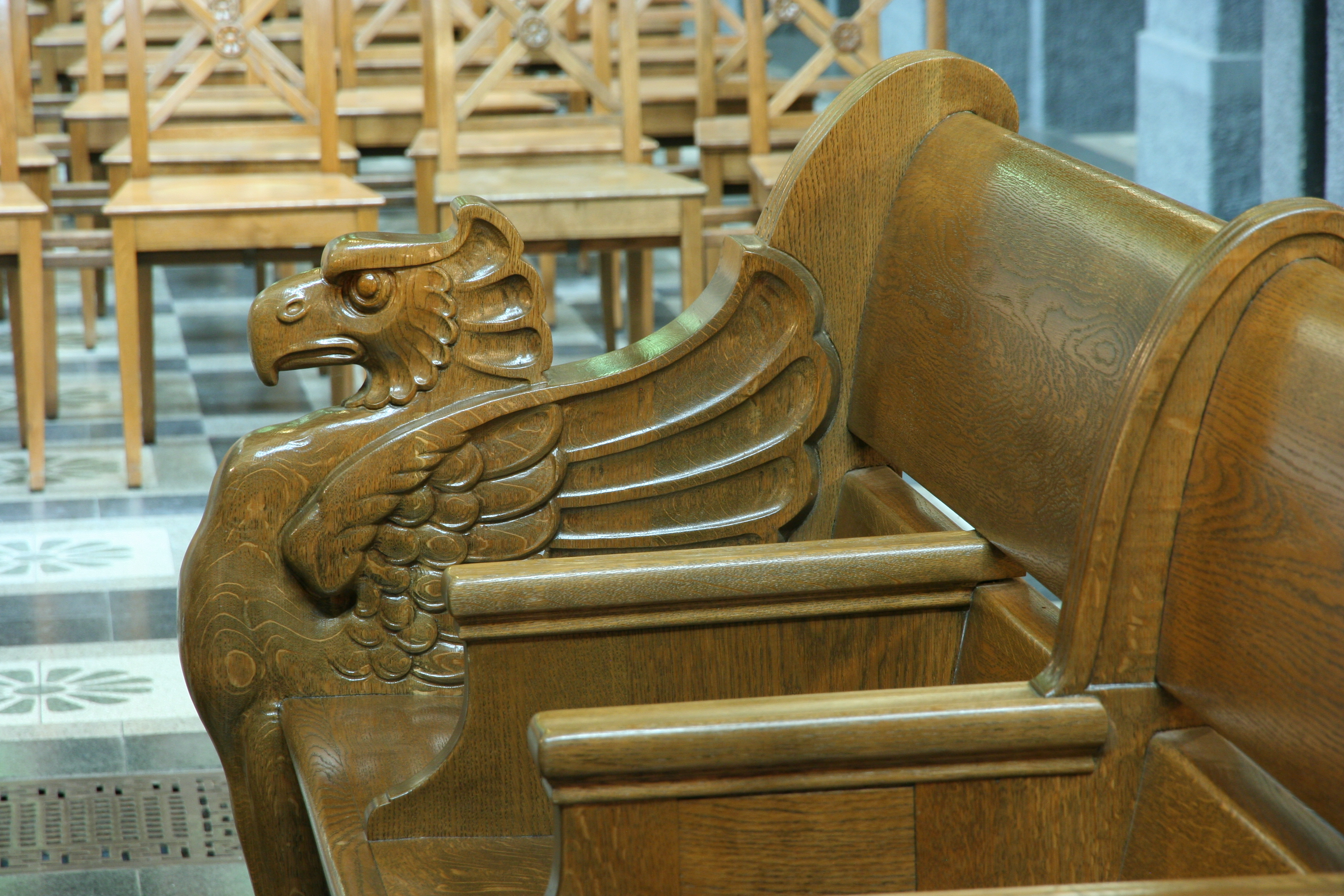
Sitzbank in Abdankungshalle